# Шторм Герварт

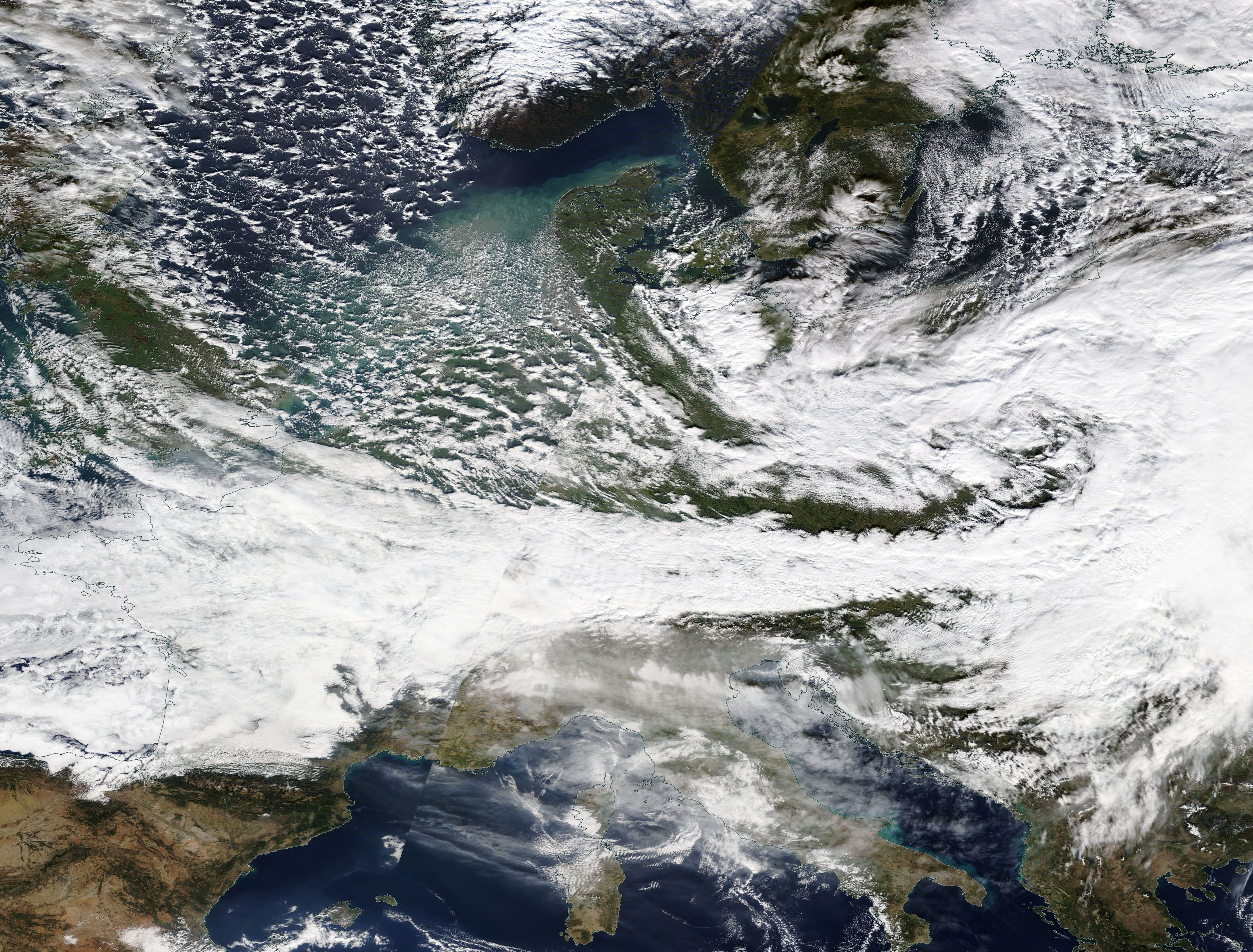
2017-10-29 Europa mit Sturmtief Herwart MODIS Terra True Color 1000m

Шторм Герварт був європейською бурею, яка зачепила південь Данії, Німеччину, Польщу, Австрію, Угорщину та Чехію 28–29 жовтня 2017 року. Названа Департаментом метеорології Берлінського університету, буря являла собою екстратропічний циклон, який утворився внаслідок зміщення тиску до більш північного центру циклону. Він йде на південь від регіону Свальбардських островів.  Центр Герварта почав обертатись проти годинникової стрілки навколо основної зони низького тиску, проходячи над Норвегією, Швецією, Латвією, а потім втрачав силу, рухаючись над Західною Росією. 
У Данії, яка зазнала "нападу" циклону 28 жовтня, шторм назвали Інгольф.  В Угорщині шторм отримав назву Нарчіш (Нарцис), угорське жіноче ім'я, чий іменний день - 29 жовтня. 

## Вплив
Буря та опади спричинили смерть та руйнування. У Північній Німеччині було закрито залізничне сполучення,   а основні мости в Данії були закриті для руху. Герварт спричинив зрив німецького енергетичного ринку, оскільки сильний вітер спричинив надмірне постачання енергії в німецьку енергомережу. Ціни на енергоносії знизилися до негативних значень - мінус 83,06 євро за мегават-годину, при середньому мінімумі - мінус 52,11 євро (нормальні ціни на енергію - 37 євро за мегават-годину). Ці значення були найнижчими з Різдва 2012 року. Це може призвести до ситуації, коли Австрія та Швейцарія вважають привабливим використовувати енергію у своїх перекачуваних резервуарах, де згодом вони можуть бути продані назад до Німеччини. 
Герварт був не такий сильний, як Ксав'є, що вразив Німеччину раніше, в жовтні 2017 року.  Герварт вважається однією з найсильніших бур останніх 10 років у Німеччині, за останнє десятиліття посідає 8-е місце за найсильнішими бурями, але не вважається пам’ятним у порівнянні з найсильнішими бурями, такими як Кирил (2007) та Лотар (1999).  Герварт спричинив найгірші страхові збитки в Чехії з моменту штормів Кирила та Емма (2008). 